# Планирование лучевой терапии
Планирование лучевой терапии — один из процессов в радиотерапии, при котором команда, состоящая из радиотерапевта, радиоонколога, медицинского физика и медицинского дозиметриста планирует подходящие методы лучевой радиотерапии или брахитерапии для лечения злокачественных новообразований.
Обычно на основании различных медицинских изображений (например, с компьютерного томографа, магнитно-резонансного томографа и позитронно-эмиссионного томографа)строится виртуальная модель пациента для последующей компьютерной обработки. В ходе последующей процедуры планирования определяются геометрические и радиологические аспекты радиотерапии с использованием методов симуляции и оптимизации доставки действующего компонента. В обычной радиотерапии в ходе данного процесса выбирается подходящий тип излучения (фотоны, электроны, нейтроны, тяжёлые заряженные частицы), энергии (например, 6 МэВ, 12МэВ) и ограничения. В брахитерапии выбирается необходимое положение катетера и время экспозиции. Планы облучения обычно завершаются построением гистограммы доза-объём, которая позволяет медицинскому персоналу оценивать, насколько будут поражены радиацией требуемые зоны (опухоль) и какой есть резерв по облучению здоровых тканей.